# 銀合控股
銀合控股有限公司，簡稱銀合控股（英語：YIN HE HOLDINGS LIMITED，港交所除牌前：8260.HK），於2002年張天德（前主席和總裁）和龔鈁創立，名為施伯樂策略有限公司。於2016年1月,該公司市值大約為10億元。
總部位於香港灣仔告士打道178號華懋世紀廣場5樓。而主要業務是在香港經營人力資源外判服務，以及金融財務。
前身「施伯樂策略控股有限公司」，股份則在2013年4月10日，於港交所創業板上市，招股價為0.41港元，發行新股為100,000,000股，募集資金為4100萬港元。2022年7月8日，GEM上市委員會決定取消銀合控服在聯交所的上位地位，並於7月25日正式退市。

## 連結
- yinhe.com.hk （页面存档备份，存于）